# Ligne d'Aszód à Vácrátót par Galgamácsa
La Ligne d'Aszód à Vácrátót par Galgamácsa ou ligne 77 est une ligne de chemin de fer de Hongrie. Elle relie Aszód à Vácrátót par Galgamácsa.